# Leptochilus milleri
Leptochilus milleri är en stekelart som beskrevs av Parker 1966. Leptochilus milleri ingår i släktet Leptochilus och familjen Eumenidae. Inga underarter finns listade i Catalogue of Life.